# Pfarrkirche Schröcken

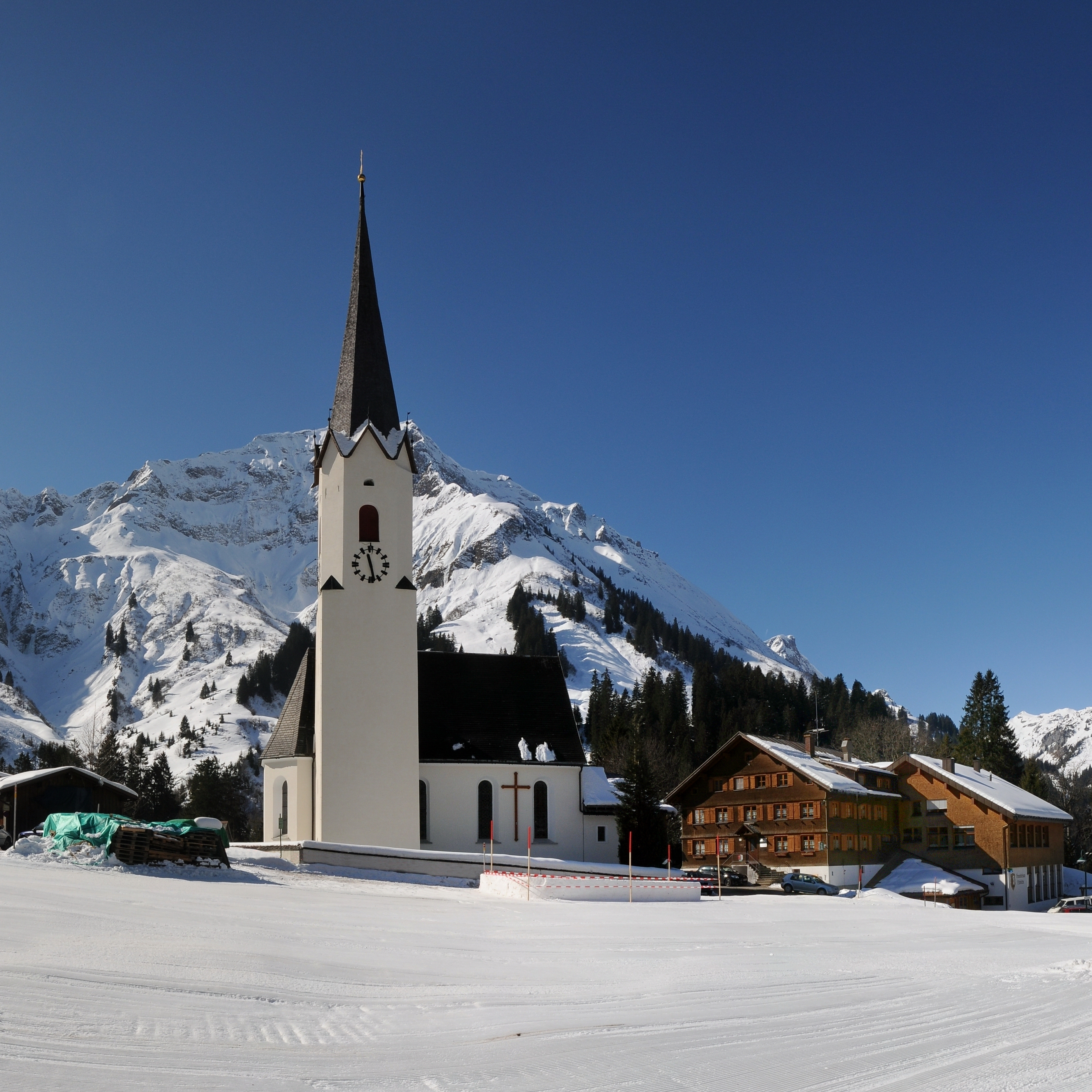
Kath. Pfarrkirche Mariä Himmelfahrt in Schröcken

Die römisch-katholische Pfarrkirche Schröcken steht in der Bregenzerwälder Gemeinde Schröcken im Bezirk Bregenz in Vorarlberg. Sie ist dem Fest Mariä Himmelfahrt geweiht und gehört zum Dekanat Hinterwald in der Diözese Feldkirch. Das Bauwerk steht unter Denkmalschutz (Listeneintrag).

## Lagebeschreibung
Die Kirche ist von einem ummauerten Friedhof umgeben.

## Geschichte
Die Kirche war ursprünglich eine Filialkirche der Pfarre Lech. 1639 wurde die erste geweiht. Sie wurde 1640 zur Kaplaneikirche und 1661 zur Pfarrkirche erhoben. Die ursprüngliche Kirche wurde in den Jahren 1726 bis 1732 vergrößert und 1773 restauriert. Der Kirchturm stammt aus dem Jahr 1785, der Turmhelm wurde 1786 aufgesetzt. Nach einem Brand im Jahr 1863 wurde die Kirche in den Jahren 1864 bis 1867 neu gebaut und 1867 geweiht.

## Architektur
Kirchenäußeres
Die Kirche hat ein neuromanisches Langhaus und einen leicht eingezogenen Chor. Beide liegen unter einem Satteldach. Der Vorbau hat einen Dreieckgiebel. Im Norden schließt ein Kirchturm mit Spitzhelm an. Das Langhaus und der Chor sind nicht plastisch gegliedert. Der Turm weist ein achteckiges Obergeschoß mit Rundbogenschallöffnungen auf. Zwischen Obergeschoß und Spitzhelm ist ein Giebelkranz.
Kircheninneres

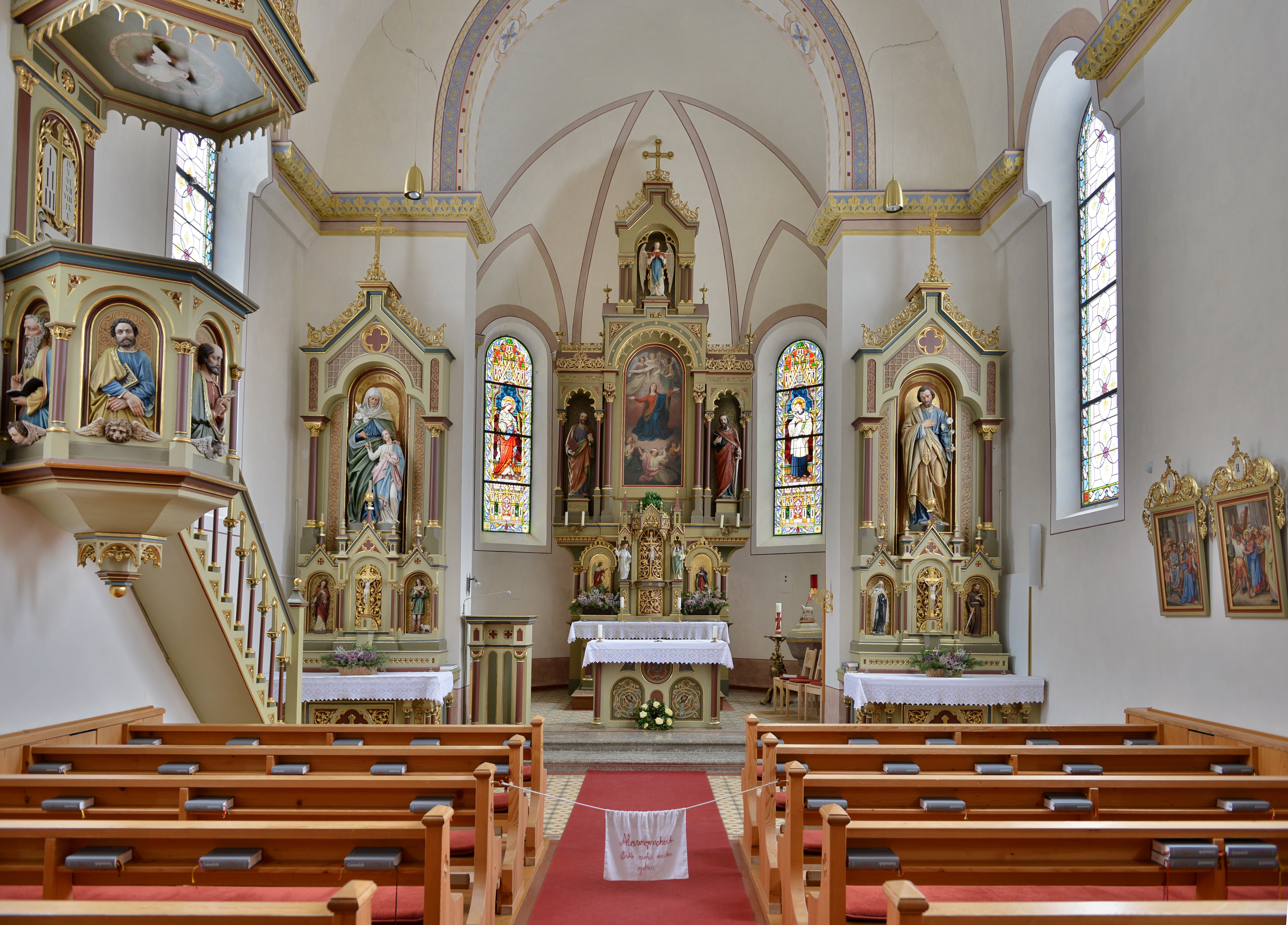
Innenansicht

Die Vorhalle ist flach gedeckt. Von ihr führt ein Aufgang zur Empore. Die Langhauswände sind auf beiden Seiten durch jeweils drei Rundbogenfenster durchbrochen. Über dem Langschiff ist Tonnengewölbe mit kurzen Stichkappen. Darunter ist ein schweres umlaufendes Gesims. Der hohe Triumphbogen ist eingezogen. Der Chor ist fluchtend und endet im 3/8. Über dem Chor ist Tonnengewölbe mit kurzen Stichkappen, wie im Langhaus.
Im Westen des Langschiffes ist eine gerade Doppelempore, die auf jeweils zwei gebauchten Säulen ruht. Die Glasgemälde an den Fenstern stammen aus der Glasmalerei Schnitzler in Dornbirn. Im Chor ist auf der linken Seite die heilige Agnes, auf der rechten Seite der heilige Aloisius dargestellt.

## Ausstattung
Der Hochaltar ist ein neuromanischer Baldachinaufbau mit Figuren von Fidelius Rudhart aus dem Jahr 1876. Das Altarbild stellt die „Himmelfahrt Mariens“ dar und wurde 1876 von Melchior Paul von Deschwanden gemalt. Es wird von den Heiligenfiguren Petrus und Paulus flankiert. Im Altaraufsatz ist ein Engel mit Szepter und Krone dargestellt. Am Tabernakel stehen ein Kruzifix und zwei Engel. Das Relief am Antependium zeigt auf der linken Seite das „Opfer Abrahams“, in der Mitte „Mose und die Eherne Schlange“ und rechts das „Opfer Melchisedeks“. Der linke Seitenaltar ist ein neuromanischer Aufbau mit Figuren von Fidelis Rudhart. In der Mitte ist die heilige Anna mit Maria dargestellt. In den Predellareliefs ist auf der linken Seite die heilige Dorothea und auf der rechten Seite der heilige Wendelin dargestellt. Dazwischen ist ein Standkreuz. Der rechte Seitenaltar ist genauso aufgebaut wie der linke. Die Figur stellt den heiligen Josef dar. Das linke Predellarelief darunter stellt die heilige Theresa dar, das rechte den heiligen Fidelis. Dazwischen befindet sich ein Standkreuz. Die Kanzel ist neuromanisch und weist am Kanzelkorb Reliefs der vier Evangelisten auf. Diese Reliefs stammen aus der Hand von Fidelis Rudhart. Die Kreuzwegstationen sind vom Ende des 19. Jahrhunderts. Der neuromanische Taufstein mit „Lamm Gottes“ ist vom Ende des 19. Jahrhunderts.

## Orgel
Die Orgel stammt von den Franz Weber aus dem Jahr 1867. Sie wurde durch Anton Behmann 1873 geringfügig verändert.